# Cosmophasis arborea
Espèce
Cosmophasis arborea est une espèce d'araignées aranéomorphes de la famille des Salticidae.

## Distribution
Cette espèce est endémique des îles Yap dans l'État de Yap aux États fédérés de Micronésie,.

## Description
Les mâles mesurent de 4,7 à 5,4 mm et les femelles de 4,4 à 5,1 mm.

## Publication originale
- Berry, Beatty & Prószyński, 1997 : Salticidae of the Pacific Islands. II. Distribution of nine genera, with descriptions of eleven new species. Journal of Arachnology, vol. 25, no 2, p. 109-136 (texte intégral).